# التضامن صور
نادي التضامن الرياضي - صور، هو نادي رياضي تأسس عام 1946 في مدينة صور جنوب لبنان. صعد عام 1990 إلى الدرجة الأولى، وخرّجت أكاديميته العديد من اللاعبين إلى الاحتراف، منهم محمد كالون الذي لعب لأندية مثل إنتر ميلان الإيطالي وموناكو الفرنسي واللبناني رضا عنتر الذي يلعب حالياً لنادي كولن الألماني. يلقّب النادي بسفير الجنوب ويلعب اليوم في الدوري اللبناني الدرجة الأولى.

## تاريخ النادي[2]

### 1946-1961
تعود فكرة تأسيس نادي رياضي في صور إلى العام 1939، حيث إعتاد بعض طلاب المدارس لعب كرة القدم في شوارع المدينة وازقتها. وما لبثت هذه الفكرة إلى أن توضّحت ملامحها عام 1946، أي تاريخ تأسيس أول هيئة إدارية في النادي والتي كان هدفها الأساسي الحصول على علم وخبر والانضمام للإتحاد اللبناني لكرة القدم. وضمّت الهيئة الإدارية في ذلك الوقت مؤسسو النادي وهم السادة مصطفى قهوجي، سليمان الزيات، عباس الزيات، محمد علي حلاق. وقد صدر «علم وخبر» إنشاء الجمعية في 5 تشرين الثاني 1947، أي بعد حوالي السنة من تقديم الطلب، ليكون هذا اليوم هو تاريخ ولادة النادي رسمياً، تحت اسم جمعية «نادي التضامن الرياضي - صور».
وقد استضاف النادي خلال الخمسينيات العديد من الفرق الأجنبية والعربية، منها فريق المعهد البحري الألماني والجزيرة الأردني. وبالإضافة إلى نشاطه في لعبة كرة القدم، لعب النادي دورا ً أساسياً على الصعيد السياسي في مدينة صور في تلك الحقبة، لاسيما العام 1958. فقد كان النادي مركزا ً لحركة القوميين العرب، وعمل على اعداد الشباب وتدريبهم، وكانت تقام في مقرّه العديد من الندوات والاجتماعات التي تهدف إلى توعية الشعب والترويج للثورة. وبرز في تلك الحقبة المناضل الكبير محمد الزيات (توفى 1961)، وهو كان عرّاب النادي في ذلك الوقت، ورئيس حركية القوميين العرب في صور. وقد سقط للنادي ثلاثة شهداء في بداية ثورة 1958، تحديدا ً في 2 نيسان اثناء مظاهرة شعبية في صور - البوابة، هم محمد قاسم ومعن حلاوي وإبراهيم سلامة.

### 1961-1975
تابع النادي بعد وفاة المناضل الكبير محمد الزيات، مسيرته الرياضية والسياسية معاً، وقد استطاع خلال سنوات تحقيق عدد من الإنجازات، منها الفوز ببطولة محافظة الجنوب عام 1967، وتحقيق المرتبة الثالثة ببطولة لبنان للدرجة الثانية في نفس السنة. وبعدها بعام، استضاف الفريق النادي الأهلي المصري في مباراة ودية اقيمت على ملعب حسن يونس (صور البلدي حاليا ً) حيث فاز النادي الأهلي بنتيجة 3-1. كما تابع نادي التضامن في تلك الفترة إقامة الندوات واللقاءات الفكرية والاهتمام بالشأن الثقافي الاجتماعي. كذلك برز حينها الاهتمام الإستثنائي بالمسرح، فكانت تقام مسرحيات على سطح النادي يحضرها حشد غفير من الجماهير.

### 1975-1992
عام 1975 إشتعلت الحرب الأهلية في لبنان، وتوقف النشاط الرياضي الرسمي للعبة كرة قدم. وقد سقط للنادي في اولى سنين الحرب شهيدين هما حسين حمية وعبد الرحمن تركية. واثناء الاجتياح الثاني عام 1982، قام العدو الصهيوني باعتقال عدد من إداريي النادي، من بينهم أمين السر العام في ذلك الوقت السيد وليد خالد. كما قام الاحتلال واعوانه من العملاء باقتحام مقرّ النادي والعمل على تخريبه، بالإضافة إلى العبث بأرشيفه واقفاله. وتحوّل ملعب البص إلى ثكنة عسكرية للاحتلال الصهيوني. وقد دفع النادي مرّة أخرى ثمن مواقفه الوطنية الرافضة لأي شكل من اشكال التعامل مع إسرائيل، فسقط له شهيدان آخران هما حيدر حايك وعلي بواب (شقيق المدير الرياضي في ذلك الوقت سمير بواب)، وذلك على يد عملاء الاحتلال. وتوقف في ذلك الوقت عمل النادي بشكل كامل، حتى انسحاب القوات الإسرائيلية من صور عام 1985، حيث اعيد افتتاح مقر النادي، وتم عام 1986 انتخاب هيئة إدارية جديدة برئاسة السيد أحمد مروة ووجود السيد وليد خالد أمينا ً للسر، فاستأنف بذلك النشاط الرياضي والثقافي للنادي. وقد وصل النادي عام 1989 إلى نهائي كأس لبنان، وهو لايزال في الدرجة الثانية، وخسر النهائي امام فريق النجمة. وفي موســــــــم 1990-1991، صعد النادي إلى الدرجة الأولى من خلال دورة التصنيف التي اقامها الاتحاد اللبناني لكرة القدم. وقد كان يضم النادي في ذلك الوقت نوعية مميزة من اللاعبين أبرزهم وائل نزهة، حيدر حويلا، داوود عزالدين، محمد حب الله، محمد زهير والتونسي محمد قزيح، حيث ساهموا في صعود النادي إلى دوري الأضواء لأول مرّة منذ تأسيسه.

### 1992-2001
حافظ التضامن صور بعد صعوده إلى الدرجة الأولى على موقعه بين الكبار، واستطاع بالروح القتالية للاعبيه وجهود جهازه الفني والإداري من احتلال مراكز متقدمة في الدوري العام. وعام 1993، تم انتخاب هيئة إدارية جديدة برئاسة الدكتور نصير بسمه وامانة سر السيد سمير بواب عملت على الاهتمام بالفئات العمرية ورسم خطّة بعيدة المدى للنادي حيث يصعد تدريجياً نحو التتويج بالألقاب. واولى الانجازات كانت العام 1997، حيث حصد النادي بطولة لبنان للناشئين كنتيجة طبيعية للاهتمام بالفئات العمرية. وفي تلك الفترة، لمع اسم اللاعب محمد كالون، الذي انتقل من نادي التضامن إلى نادي انتر ميلان الإيطالي ليكون بذلك أول لاعب احترف خارجيا ً من نادي التضامن صور، والذي لحقه بعد ذلك بسنوات اللاعب الدولي رضا عنتر، الذي انتقل من صفوف النادي للاحتراف في ألمانيا. وعام 2000، وبعد الانتخابات الادارية التي أتى بموجبها السيد علي أحمد رئيساً للنادي والحاج شريف وهبي نائباً للرئيس مع وجود السيد سمير بواب أميناً للسر، ونظراً للتمويل الكبير الذي حصل عليه النادي من رئيسه الجديد، بالإضافة إلى نوعية اللاعبين المميزين الذي كان يمتلكهم النادي في ذلك الوقت (ومعظمهم صعدوا من الناشئين)، أبرزهم رضا عنتر وفيصل عنتر وبلال حاجو ونصرات الجمل وهيثم زين وإبراهيم مناصري بالإضافة للعراقي حيدر نجم، استطاع النادي من احراز بطولتي الدوري والكأس موسم 2000-2001، ليكون بذلك أول فريق من خارج العاصمة بيروت يحرز هذا الإنجاز.

### 2001 - اليوم
بعد إحرازه لبطولتي الدوري والكأس عام 2001، شهد نادي التضامن صور تراجع مقلق، كان سببه غياب التمويل والدعم الرسمي للنادي وتدهور الكرة اللبنانية بشكل عام بعد ان فقدت بريقها مع مطلع الالفية الثالثة. وقد خرج نادي التضامن من النخبة عام 2004، ورحل عنه قبلها معظم اللاعبين الذين صنعوا امجاده. لكن هذا الامر شكّل دافعاً للعمل الجدّي والمتواصل من الفريق، ففاز عام 2009 ببطولة لبنان للآمال ليثبّت قاعدة مؤكّدة بأنه خزان مواهب لا ينضب مهما تغيّرت الظروف، كما فاز ببطولة كأس التحدّي عام 2013. وهنا تجدر الإشارة إلى الدعم المستمر الذي قام به المدير العام المهندس ناصيف سقلاوي، الذي وقف إلى جانب النادي بشكل متواصل منذ بداية التسعينيات حتى الآن.
وجاء موسم 2014-2015 ليشكّل موسما ً أسوداً في تاريخ النادي، حيث سقط إلى مصاف أندية الدرجة الثانية بعد 25 سنة من الصمود بين الكبار، الامر الذي لم يجاريه فيه إلا أندية الصفاء والنجمة والأنصار. ولم يكن السقوط مفاجئا ً حينها، بسبب الأخطاء التحكيمية المتكررة والمتواصلة التي طالت النادي، والتي حرمته باعتراف نخبة من الإعلاميين والخبراء بما لا يقل عن 11 نقطة، ذلك بالإضافة إلى وجود ثغرات عدّة في الفريق الأول، ومرّة أخرى غياب التمويل والدعم الرسمي لخزينة النادي. إلاّ أن النادي إستنهض قواه، واستعاد بريقه مجدداً بعد الفوز ببطولة الدرجة الثانية، برصيد 64 نقطة من اصل 66 (رقم قياسي) وعاد بسرعة خيالية إلى دوري الأضواء. وقد شهد العام 2015 رحيل الرئيس الدكتور نصير بسمه، الذي كانت بصماته ظاهرة في العديد من مراحل النادي وانجازاته، وهو صاحب مشروع الاهتمام بالفئات العمرية.
عام 2016 تم انتخاب هيئة إدارية جديدة برئاسة رجل الأعمال اللبناني المغترب السيد محمد مديحلي، وهي عملت على انتداب لاعبين لبنانيين وأجانب لدعم الفريق ومشروعه.

## اللاعبون
| الرقم | المركز    | إسم اللاعب   |  | الرقم | المركز   | إسم اللاعب      |
| ----- | --------- | ------------ |  | ----- | -------- | --------------- |
| 26    | حارس مرمى | فضل مسلماني  |  | 8     | لاعب وسط | كوفي يبواه      |
| 22    | حارس مرمى | حسن هزيمة    |  | 10    | لاعب وسط | محمد عطوي       |
| 98    | حارس مرمى | هادي خليل    |  |       | لاعب وسط | حسن فقيه        |
| 3     | مدافع     | حسن بيطار    |  |       | لاعب وسط | باقر بحسون      |
| 4     | مدافع     | خضر حلاق     |  | 20    | جناح     | نصرات الجمل     |
| 28    | مدافع     | داوودا ديوب  |  | 7     | جناح     | حسين بيطار      |
| 33    | مدافع     | شادي سكاف    |  | 16    | جناح     | وائل يوسف       |
| 77    | مدافع     | يوسف عنبر    |  | 17    | جناح     | محمود سبليني    |
| 2     | مدافع     | حسين محيدلي  |  |       | جناح     | علي عواضة       |
| 16    | مدافع     | كاظم عطيه    |  | 11    | مهاجم    | علي بحر         |
|       | مدافع     | أحمد الشامي  |  |       | مهاجم    | محمد سلمان      |
| 18    | لاعب وسط  | بلال حاجو    |  | 9     | مهاجم    | كريست ريمي      |
| 6     | لاعب وسط  | محمد الفاعور |  | 14    | مهاجم    | وسيم عبد الهادي |

## الجهاز الفني
- المدير الفني: جمال طه
- مدرب: فؤاد حجازي
- مدرب: يوسف حجازي
- مدرب الحراس: علي بزي
- معالج: علي المحمد
- معالج: طارق العينين
- تجهيزات: محمد الشعار

## الهيئة الإدارية
- الرئيس: محمد مديحلي
- نائب الرئيس: يوسف خضرا
- نائب الرئيس: د. علي قدادو
- أمين السر: سمير بواب
- أمين الصندوق: مروان حمزة الشاب
- محاسب: راشد الرز
- مدير الفريق: غزوان بحر
- جبران مالك
- ديما بسمه
- نزيه خالد
- معن حلاوي
- خضر عكنان
- نجيب بسمه
- خالد شعبان